# Jalisco plumipes
Jalisco plumipes är en skalbaggsart som beskrevs av Dellacasa, Gordon och Dellacasa 2003. Jalisco plumipes ingår i släktet Jalisco och familjen Aphodiidae. Inga underarter finns listade i Catalogue of Life.